# 沈黙の終焉
『沈黙の終焉』（ちんもくのしゅうえん、原題：General Commander）は、2019年に公開されたアメリカのアクション映画。

## 概要
元々はテレビシリーズとして製作されたが、諸事情により映画作品としてリリースされた。

## キャスト
※括弧内は日本語吹替
- ジェイク・アレクサンダー - スティーヴン・セガール（大塚明夫）
- アンナ・ローゼン - ソラヤ・トレンス（木下紗華）
- ソニア・デッカー - ソーニャ・クーリング（有賀由樹子）
- マリア・ロペス - マイカ・ジャビア（杉山里穂）
- トム・ベントン - バイロン・ギブソン（楠見尚己）
- ジェシカ・トンプソン - ミーガン・ブラウン（木村涼香）
- オルシーニ - エドゥアルド・コスタ（瀧村直樹）

## 解説
日本では「沈黙」シリーズ第44作目のタイトル作品となっている。作品名が「沈黙の終焉」という名前であるため、ついにセガールの沈黙シリーズが終わる!?と謳われたが、同年に「沈黙の鉄槌」が公開されている。